# サムエル記
『サムエル記』（）は旧約聖書におさめられた古代ユダヤの歴史書の1つ。元来、『列王記』とあわせて1つの書物だったものが分割されたようである。また『サムエル記』自体も上下にわかれているが、これはギリシャ語聖書以来の伝統である。また、正教会においては列王記第一、列王記第二と呼称される。内容的には『士師記』のあとを受け、『列王記』へと続いていく。タイトルは最後の士師であり、祭司であったサムエルに由来。ユダヤ教の分類では『ヨシュア記』『士師記』『列王記』と共に「前の預言者」にあたる。
この書物の原作者は、サムエル、ナタン、ガドであると伝えられている（歴代誌上 29:29）。

## 内容

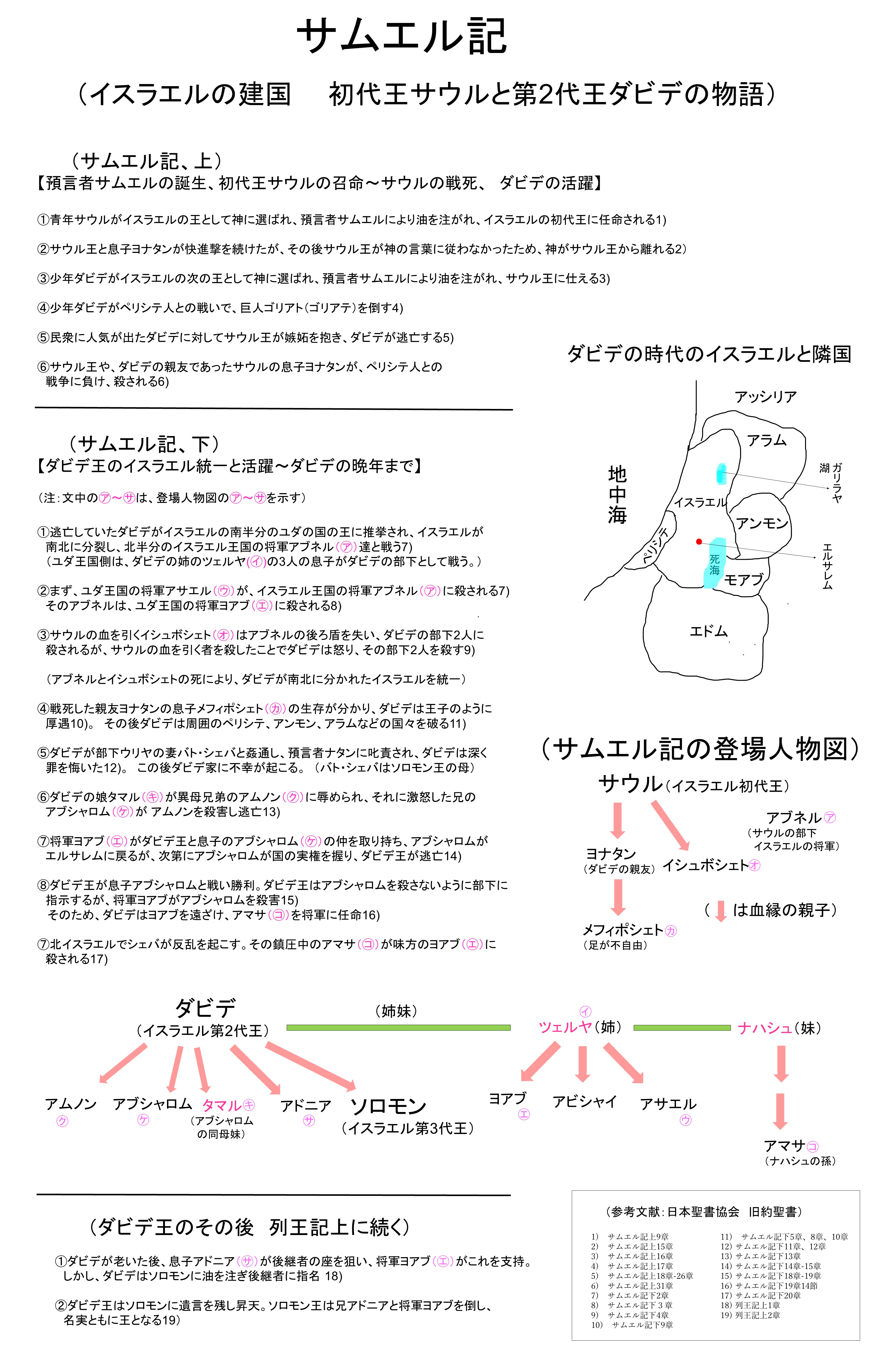
サムエル記

- サムエル記最後の士師サムエルとその師エリの物語（上1:1-7:17）
  - サムエルの召しだし（上1:1-3:21）
  - イスラエルの敗北と神の箱の喪失（上4:1-7:1）
  - サムエルのイスラエル指導（上7:2-7:17）
- イスラエルの王政の始まり（上8:1-12:25）
  - サウルの選びと即位（上8:1-11:15）
  - サムエルの告別の辞（上12:1-12:25）
- サウルとダビデ（上13:1-下2:7）
  - サウルの戦い（上13:1-15:35）
  - ダビデの選び（上16章）
  - ダビデとゴリアテ（上17章）
  - サウルの敵意とダビデの逃亡（上18章-上30章）
    - サムエルの死（上25章）

  - サウル親子の死（上31章-下2:7）
- ダビデの治世（下2:8-20:26）
  - ユダとイスラエルの内戦（下2:8-4:12）
  - ダビデの即位と戦い（下5:1-10:19）
  - ダビデとバト・シェバ（下11:1-12:25）
  - ラバの占領（下12:26-31）
  - アムノンとタマル（下13:1-13:22）
  - アブサロムの復讐（下13:23-14:33）
  - アブサロムの反乱（下15:1-19:9）
  - ダビデのエルサレム帰還（下20:10-20:26）
- 付記（下21:1-24:25）
  - サウルの子孫（下21:1-21:22）
  - ダビデの歌（下22:1-22:51）
  - ダビデの最後の言葉（下23:1-23:7）
  - ダビデの家臣たち（下23:8-23:38）
  - ダビデの人口調査（下24:1-24:25）